# Chiton granoradiatus
Chiton granoradiatus är en blötdjursart som beskrevs av Eugène Leloup 1937. Chiton granoradiatus ingår i släktet Chiton och familjen Chitonidae.
Artens utbredningsområde är Indiska oceanen. Inga underarter finns listade i Catalogue of Life.